# Víctor Ibarbo
Segundo Víctor Ibarbo Guerrero (født 19. maj 1990 i Tumaco, Colombia) er en colombiansk fodboldspiller (angriber/kantspiller). Han er på kontrakt hos Sagan Tosu i Japan og har tidligere repræsenteret blandt andet AS Roma, Watford og Panathinaikos.

## Landshold
Ibarbo har (pr. marts 2018) spillet 15 kampe og scoret ét mål for Colombias landshold, som han debuterede for 27. maj 2010 i en venskabskamp mod Sydafrika. Han var en del af den colombianske trup til VM i 2014 i Brasilien.